# Oenothalia submixta
Oenothalia submixta là một loài bướm đêm trong họ Geometridae.